# Antocha shansiensis
Antocha shansiensis là một loài ruồi trong họ Limoniidae. Chúng phân bố ở miền Cổ bắc.